# 托盧卡 (伊利諾伊州)
托盧卡（英語：Toluca）是一個位於美國伊利諾伊州馬歇爾縣的城市。

## 地理
托盧卡的座標為41°00′12″N 89°08′00″W / 41.00333°N 89.13333°W，而該地的平均海拔高度為148米（即486英尺）。

## 人口
根據2010年美國人口普查的數據，托盧卡的面積為2.75平方千米，當中陸地面積為2.75平方千米，而水域面積為0.00平方千米。當地共有人口1414人，而人口密度為每平方千米514.18人。